# Adam Schonberg
Adam Schonberg ist ein US-amerikanischer Kameramann und ehemaliger Schauspieler.

## Leben
Schonberg, der heute in Cleveland in Ohio wohnhaft ist, spielte erstmals 2006 in dem Kurzfilm The Fly mit. Es folgten 2009 die Kurzfilme The Beast und James Parker and the Rise of the Fourth Reich, ehe er ab 2010 hinter die Kamera wechselte. Dort folgten 2010 neben dem Film Project Nine drei Kurzfilme, in denen er hinter der Kamera stand. 2011 kehrte er für den Spielfilm Rise of the Animals – Mensch vs. Biest als Schauspieler zurück und war in dem Low-Budget-Tierhorrorfilm in einer der Hauptrollen zu sehen. Weitere Tätigkeiten als Kameramann hatte er unter anderen von 2011 bis 2012 in drei Episoden der Fernsehserie Courage, New Hampshire, 2012 im Spielfilm Syndicate und 2014 in den Spielfilmen The Ruffian und ‘Twas The Night Before Christmas.

## Filmografie

### Kamera
- 2010: A (Kurzfilm)
- 2010: Cop Movie (Kurzfilm)
- 2010: Project Nine
- 2010: Homecoming (Kurzfilm)
- 2011: Somewhere Out West (Kurzfilm)
- 2011: I Shot Johnny Reb Down by the Creek Bed (Kurzfilm)
- 2011: Rubberwub (Kurzfilm)
- 2011: An Elegy for Eden (Kurzfilm)
- 2011: The Last King Blood (Kurzfilm)
- 2011–2012: Courage, New Hampshire (Fernsehserie, 3 Episoden)
- 2012: Syndicate
- 2013: The Legend of Captain Jack (Kurzfilm)
- 2014: The Ruffian
- 2014: The Crop (Kurzfilm)
- 2014: ‘Twas The Night Before Christmas
- 2015: In a Lifetime (Kurzfilm)

### Schauspiel
- 2006: The Fly (Kurzfilm)
- 2009: The Beast (Kurzfilm)
- 2009: James Parker and the Rise of the Fourth Reich (Kurzfilm)
- 2011: Rise of the Animals – Mensch vs. Biest (Rise of the Animals)